# Can Cabassa (Viladecavalls)
Can Cabassa és una masia a mig camí dels nuclis de Viladecavalls i Ullastrell (al Vallès Occidental) protegida com a bé cultural d'interès local. És una masia de planta baixa, pis i golfes que ha estat molt modificada al llarg del temps. La teulada és a doble vessant amb el carener perpendicular a la façana principal. La porta d'entrada és d'arc de mig punt adovellat i a l'arc hi ha la representació d'una mà en relleu. La resta d'obertures tenen la llinda i els brancals en grans carreus de pedra. Davant de la façana hi ha un barri tancat per un mur; la porta d'entrada al barri és d'arc rebaixat i té una petita teulada al damunt. La casa encara guarda a l'interior la premsa per a l'obtenció del vi i a l'exterior algunes de les antigues moles de pedra.